# Liste der Stolpersteine in Reichenbach im Vogtland

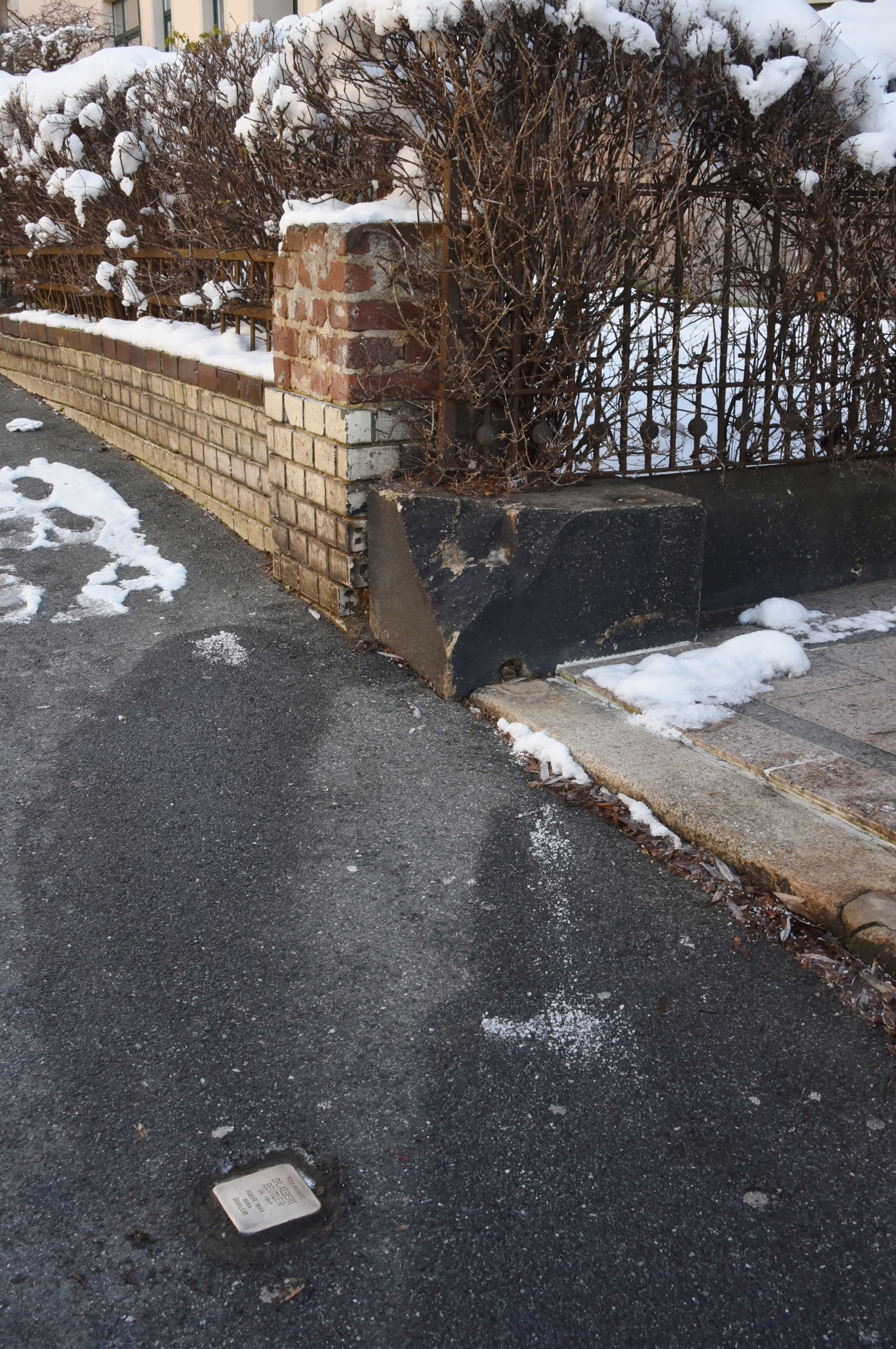
Stolperstein in Reichenbach

Die Liste der Stolpersteine in Reichenbach im Vogtland enthält die Stolpersteine, die vom Kölner Künstler Gunter Demnig in der Großen Kreisstadt Reichenbach im Vogtland im sächsischen Vogtlandkreis verlegt wurden. Stolpersteine erinnern an das Schicksal der Menschen, die von den Nationalsozialisten ermordet, deportiert, vertrieben oder in den Suizid getrieben wurden. Sie liegen im Regelfall vor dem letzten selbst gewählten Wohnsitz des Opfers.

## Liste der Stolpersteine
In Reichenbach im Vogtland wurden neun Stolpersteine an acht Adressen verlegt.
Die Tabelle ist teilweise sortierbar; die Grundsortierung erfolgt alphabetisch nach dem Familiennamen des Opfers.
| Stolperstein | Inschrift | Verlegeort               | Name, Leben |
| ------------ | --- | ------------------------ | --- |
|              | HIER WOHNTE DR. ALBERT BEUTLER JG. 1897 FLUCHT 1939 KUBA ÜBERLEBT                                                                            | Weinholdstraße 13 Lage   | Albert Beutler wurde am 22. Oktober 1897 als Sohn von Isidor und Flora Beutler in Reichenbach geboren. Er arbeitete in der Weberei seines Vaters, die er später übernahm. Im Jahr 1920 verfasste er eine Dissertation zum Thema Die Entwicklung der sozialen und wirtschaftlichen Lage der Weber im sächsischen Vogtland. Während der Novemberpogrome 1938 wurden er und Johannes Frank verhaftet, im Gefängnis Plauen inhaftiert und dann in das KZ Buchenwald verschleppt. Nach seiner Freilassung floh er über Kuba nach Chile. Verheiratet war er mit Thea Saatz aus Gera, mit der er zwei Söhne hatte. Er starb am 9. April 1986 in Santiago de Chile. |
|              | HIER WOHNTE ELISABETH BEUTLER GEB. FINDER JG. 1866 FLUCHT 1936 USA                                                                           | Weststraße 24 Lage       | Elisabeth Beutler geb. Finder wurde am 22. März 1866 als Tochter von Jakob Finder (1830–1893) und Ernestine geb. Jacobi (1845–1908) geboren. Sie hatte zwei Brüder, Felix und Max sowie zwei Schwestern, Hedwig, und Anna. Sie heiratete Joseph Beutler (1855–1924), der gemeinsam mit zweien seiner Brüder eine Textilfabrik in Reichenbach im Vogtland aufbaute und leitete. Das Paar hatte vier Kinder, Alfred (geb. am 11. November 1892), Lotte (geb. am 26. Februar 1894), Joachim Friedrich (1896–1917) und Ernst (1901–1988). Die Familie ihres Mannes stammte aus Czarnków in der Provinz Posen. Die beiden älteren Söhne waren im Ersten Weltkrieg an der Front, Joachim Friedrich fiel 1917. Der älteste Sohn wurde Arzt, heiratete die Ärztin Käthe Italiener, und bekam drei Kinder. Die Tochter heiratete Ernst Juchli und wurde Mutter eines Kindes. Elisabeth Beutlers Ehemann starb 1924. Sie emigrierte 1936 in die Vereinigten Staaten, wohin bereits Sohn Alfred mit Familie geflüchtet war. Sie starb am 28. April 1954 im amerikanischen Exil. Ihr Urenkel ist Bruce Alan Beutler, Nobelpreisträger für Physiologie oder Medizin des Jahres 2011. |
|              | HIER WOHNTE FLORA BEUTLER GEB. PLAUT JG. 1873 DEPORTIERT 1942 THERESIENSTADT TOT 7.3.1943                                                    | Weststraße 24 Lage       | Flora Beutler geb. Plaut wurde am 14. Januar 1873 in Eschwege, Hessen-Nassau, geboren. Sie war das jüngste Kind von Gerson Plaut (1827–1889) und Rechel Regine geb. Stern (1830–1857). Sie hatte zwei Brüder, Albert und Siegmund sowie zwei Schwestern, Hannchen und Julie. Am 26. Juni 1895 heiratete sie Isidor Beutler in Reichenbach. Ihr Ehemann führte gemeinsam mit zweien seiner Brüder eine Textilfabrik, er starb 1938. Zuletzt wohnte die Witwe in der Gneiststraße 8 in Berlin-Grunewald. Am 22. September 1942 wurde sie mit dem Transport I/67 von Berlin nach Theresienstadt deportiert. Ihre Deportationsnummer war 7790. Flora Beutler starb in Theresienstadt am 7. März 1943. Offiziell wurde ein Herzfehler als Todesursache angegeben. |
|              | SPINNEREI UND WEBEREI ISIDOR BEUTLER HIER ARBEITETE ISIDOR BEUTLER JG. 1859 ZWANGSVERKAUF DER FIRMA TOT 11.3.1938                            | Dr.-Külz-Straße 6 Lage   | Isidor Beutler wurde am 28. November 1859 geboren. Seine Eltern waren Aaron Beutler and Therese geb. Karger. Er hatte fünf Brüder und eine Schwester, David, Besser, Tina, Joseph (1855–1924), Alex (1868–1938) und Leo. Die Familie stammte aus Czarnikau in der preußischen Provinz Posen, wo alle sieben Kinder geboren wurden. Drei der Gebrüder Beutler – Joseph, Isidor und Leo – kamen 1885 nach Reichenbach und bauten eine Tuchfabrik auf. Am 26. Juni 1895 heiratete er Flora Plaut aus Eschwege. Die Brüder erwarben das Haus Weststraße 24 – als Geschäftskontor und Wohnhaus der Familie – und richteten die Fabrik in der Greizer Straße 5 ein, der heutigen Dr.-Külz-Straße. Isidor Beutler führte schließlich zwei Textilfirmen in Reichenbach. Er starb am 11. März 1938, kurz vor der Zwangsenteignung. Seine Frau Flora Beutler ging wieder nach Berlin. Sie wurde 1942 nach Theresienstadt deportiert und verlor dort im März 1943 ihr Leben. |
|              | HIER WOHNTE LEO BEUTLER JG. 1872 VERHAFTET 1942 BUCHENWALD TOT 16.2.1942                                                                     | Zwickauer Straße 29 Lage | Leo Beutler wurde am 25. Juni 1872 in Czarnikau in der Provinz Posen geboren. Er war wohnhaft in Reichenbach und später in Plauen. Am 13. Januar 1942 wurde er verhaftet und im Konzentrationslager Buchenwald inhaftiert. Einen Monat später, am 16. Februar 1942, verlor er sein Leben ebendort. |
|              | HIER ARBEITETE ARTHUR BOHM JG. 1888 INH. KAUFHAUS KRELL & CO ZWANGSVERKAUF DER FIRMA FLUCHT IN DEN TOD 14.5.1938                             | Am Graben 2 Lage         | Arthur Bohm wurde 1888 geboren. Er war Inhaber des Kaufhauses Krell & Co. Er wurde zum Verkauf des Kaufhauses gezwungen, danach beging Arthur Bohm am 14. Mai 1938 Selbstmord. |
|              | HIER WOHNTE UND ARBEITETE JOHANNES FRANK JG. 1889 GESCHÄFTSINHABER ZWANGSVERKAUF DER FIRMA 1939 DEPORTIERT 1943 AUSCHWITZ ERMORDET 11.2.1943 | Markt 20 Lage            | Johannes Frank wurde am 29. Oktober 1889 in Reichenbach geboren. Er war ein Spezialist für Textilmaschinen und Stoffe. Im Zuge der Novemberpogrome 1938 wurde er verhaftet, danach misshandelt und blieb einige Wochen im KZ Buchenwald inhaftiert. Im Jahr darauf wurde sein Geschäft zwangsverkauft. 1943 wurde er in das Vernichtungslager Auschwitz deportiert. Johannes Frank wurde dort am 11. Februar 1943 ermordet. |
|              | HIER WOHNTE MARTIN FREY JG. 1886 ZWANGSARBEIT 1939 GLEIS- UND STASSENBAU TOT 1.1.1943 BERLIN                                                 | Am Graben 35 Lage        | Martin Frey wurde 1886 in Pleß geboren. Er lebte in Breslau und in Deggendorf. Ab 1939 musste er Zwangsarbeit beim Gleis- und Straßenbau leisten. Martin Frey verlor sein Leben am 1. Januar 1943. |
|              | HIER WOHNTE SOFIE FREY JG. 1871 DEPORTIERT 1942 THERESIENSTADT TOT 10.1.1943                                                                 | Bebelstraße 29 Lage      | Sofie Frey wurde am 11. September 1871 in Königshütte in Schlesien geboren. Sie war unverheiratet und wohnte in Plauen und zuletzt in Reichenbach. Am 8. September 1942 wurde sie mit dem Transport XV/1 von Kassel nach Theresienstadt deportiert. Ihre Deportationsnummer war 819. Sofie Frey verlor ihr Leben am 10. Januar 1943 in Theresienstadt. Offizielle Todesursache war Enterocolitis acuta, Darmkatarrh. |

## Verlegungen
Die bislang einzigen Verlegungen in Reichenbach erfolgten am 18. November 2011.
Am Abend vor den Verlegungen hielt Gunter Demnig einen Vortrag im Ratssaal des Rathauses. Der Ortschronist Werner Nitzschke und die Stadtarchivarin Marion Igl waren in das Projekt eingebunden. Der neunte Stein (für Isidor Beutler) konnte erst im Jahr 2012 nach Fertigstellung des Straßenbaus an der Dr. Külz-Straße verlegt werden.